# Lill-Abborrtjärnen (Bergs socken, Jämtland)
Lill-Abborrtjärnen är en sjö i Bergs kommun i Jämtland och ingår i Ljungans huvudavrinningsområde.